# Eddy Treijtel
Eddy Treijtel (* 28. května 1946 Rotterdam) je bývalý nizozemský fotbalový brankář.

## Fotbalová kariéra
Začínal v týmu Xerxes Rotterdam. V nizozemské lize dále hrál za Feyenoord a AZ Alkmaar. Nastoupil v 554 ligových utkáních.Třikrát vyhrál nizozemskou ligu a dvakrát nizozemský fotbalový pohár. V Poháru mistrů evropských zemí nastoupil ve 23 utkáních, v Poháru vítězů pohárů nastoupil ve 3 utkáních a v Poháru UEFA nastoupil ve 36 utkáních a soutěž v roce 1974 s Feyenoordem vyhrál. V Interkontinentálním poháru nastoupil ve 2 utkáních. Za nizozemskou reprezentaci nastoupil v letech 1969–1976 v 5 utkání. Byl členem nizozemské reprezentace na Mistrovství světa ve fotbale 1974, kdy Nizozemí získalo stříbrné medaile za 2. místo, ale v utkání nenastoupil.

## Ligová bilance
| Ročník                    | Zápasy | Góly | Klub             |
| ------------------------- | ------ | ---- | ---------------- |
| Eerste Divisie 1965/66    | 25     | 0    | Xerxes Rotterdam |
| Eredivisie 1966/67        | 28     | 0    | Xerxes Rotterdam |
| Eredivisie 1967/68        | 33     | 0    | Xerxes Rotterdam |
| Eredivisie 1968/69        | 0      | 0    | Feyenoord        |
| Eredivisie 1969/70        | 27     | 0    | Feyenoord        |
| Eredivisie 1970/71        | 34     | 0    | Feyenoord        |
| Eredivisie 1971/72        | 34     | 0    | Feyenoord        |
| Eredivisie 1972/73        | 31     | 0    | Feyenoord        |
| Eredivisie 1973/74        | 33     | 0    | Feyenoord        |
| Eredivisie 1974/75        | 33     | 0    | Feyenoord        |
| Eredivisie 1975/76        | 33     | 0    | Feyenoord        |
| Eredivisie 1976/77        | 34     | 0    | Feyenoord        |
| Eredivisie 1977/78        | 31     | 0    | Feyenoord        |
| Eredivisie 1978/79        | 33     | 0    | Feyenoord        |
| Eredivisie 1979/80        | 33     | 0    | AZ Alkmaar       |
| Eredivisie 1980/81        | 32     | 0    | AZ Alkmaar       |
| Eredivisie 1981/82        | 32     | 0    | AZ Alkmaar       |
| Eredivisie 1982/83        | 30     | 0    | AZ Alkmaar       |
| Eredivisie 1983/84        | 28     | 0    | AZ Alkmaar       |
| Eredivisie 1984/85        | 15     | 0    | AZ Alkmaar       |
| CELKEM 1. nizozemská liga | 554    | 0    |                  |